# Parc national Copo
Le parc national Copo se situe dans le département de Copo de la province argentine de Santiago del Estero. Ce parc national de 114 250 ha a été créé en 1998 pour protéger des espèces menacées comme le tatou géant (Priodontes maximus).

## Climat
Le parc est caractéristique de l'écosystème de la partie occidentale du Gran Chaco. Le climat est chaud et sec avec des précipitations annuelles comprises entre 500 et 700 mm.

## Flore et faune
Le parc compte parmi ses espèces animales protégées: le yaguareté (jaguar), le fourmilier géant, et des espèces protégées de tatous et de perroquets.
Le Schinopsis quebracho-colorado est présent dans ce parc.